# Мюррей, Джон, 1-й герцог Атолл

Герб Джона Мюррея, 1-го герцога Атолла

Джон Мюррей, 1-й герцог Атолл (англ. John Murray, 1st Duke of Atholl; 24 февраля 1660 — 14 ноября 1724) — шотландский дворянин, политик и военачальник, участник Славной революции на стороне Вильгельма III Оранского. Был известен как  лорд Мюррей  с 1670 по 1676 год и граф Таллибардин  с 1676 по 1696 год.

## Ранняя жизнь
Родился 24 февраля 1660 года в Ноусли-Холле, графство Ланкашир. Старший сын Джона Мюррея, 1-го маркиза Атолла (1631—1703), и леди Амелии Энн Софии Стэнли (1633—1702/1703). Его бабушкой и дедом по материнской линии были 7-й граф Дерби и графиня Дерби. Он был первым из двенадцати детей и, в отличие от того, ч то о нем говорили, никогда в жизни не был слеп ни на один глаз. В 1676 году Джон Мюррей поступил в Сент-Эндрюсский университет. Он был дважды женат и имел девятнадцать детей.

## Дальнейшая жизнь и карьера
27 июля 1696 года для него был создан королем Вильгельмом III титулы 1-го графа Таллибардина, 1-го виконта Гленалмонда и 1-го лорда Мюррея (Пэрство Шотландии). 30 июня 1703 года королева Анна Стюарт пожаловала ему титулы  1-го герцога Атолла, 1-го маркиза Таллибардина, 1-го графа Страттея и Стратхардла, 1-го виконта Балкухиддера, Глеалмонда и Гленлайона, 1-го лорда Мюррея, Балвени и Гаска в графстве Пертшир (все титулы в Пэрстве Шотландии).
Поддержал Вильгельма Оранского и Марию II ещё в 1689 году, но не смог помешать своему брату, Джеймсу Мюррею, поднять восстание в городе Данди, к которому присоединились многие члены клана Мюрреев; сам же 1-й маркиз в это время отошёл (как считается, намеренно) от активной политической жизни. Титул герцога получил в 1703 году, в 1704 году граф Ловэт (Simon Fraser, 11th Lord Lovat) попытался вовлечь его в заговор против королевы Анны, однако Мюррей сохранил верность двору и сообщил всё королеве.
В 1693 году Джон Мюррей был назначен одним из уполномоченных по расследованию резни в Гленко. В 1695 году лорд Мюррей был назначен шерифом Перта. В 1696 году он стал государственным секретарем Шотландии, а с 1696 по 1698 год был лордом верховным комиссаром парламента Шотландии. С восшествием на престол королевы Анны Стюарт в 1702 году он был назначен тайным советником, а в 1703 году стал хранителем Тайной печати Шотландии.
6 мая 1703 года после смерти своего отца Джона Мюррея, 1-го маркиза Атолла, Джон Мюррей унаследовал титулы  2-го маркиза Атолла, 2-го лорда Мюррея, Балвени и Гаска, 3-го графа Атолла, 2-го виконта Балкухиддера, 2-го маркиза Атолла, 2-го графа Таллибардина, 4-го графа Таллибардина, 6-го лорда Мюррея из Таллибардина, 4-го лорда Мюррея, Гаска и Балкухиддера.
В 1704 году Джон Мюррей стал кавалером Ордена Чертополоха. В 1705—1707 годах он активно выступал против унии Англии и Шотландии, однако не принял (формально по причине нездоровья) участия во вторжении якобитов в 1708 году. На службу вернулся в 1710 году, после прихода к власти партии тори, в 1712—1714 годах был верховным комиссаром Шотландии. После воцарения Георга I в 1714 году был уволен со всех постов, однако в 1715 году, когда во время восстания якобитов трое его сыновей присоединились к ним, предпочёл поддержать правительство. Известен тем, что 4 июня 1717 года захватил знаменитого Роба Роя, которому вскоре, однако, удалось бежать.
Джон Мюррей, 1-й герцог Атолл, скончался 14 ноября 1724 года в замок Хантингтауэр, Пертшир, Шотландия. 26 ноября 1724 года он был похоронен в Данкелде, Пертшир. Ему наследовал его второй сын Джеймс Мюррей, маркиз Таллибардин (1690—1764).

## Семья

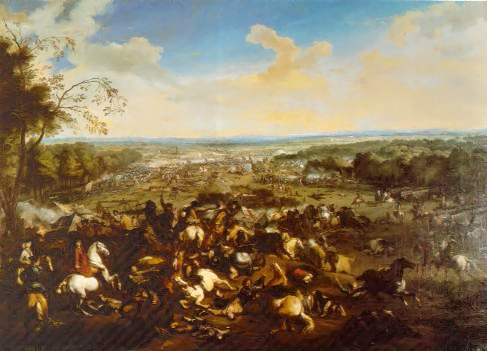
Старший сын Джон Мюррей, маркиз Таллибардин, погиб в битве при Мальплаке в 1709 году

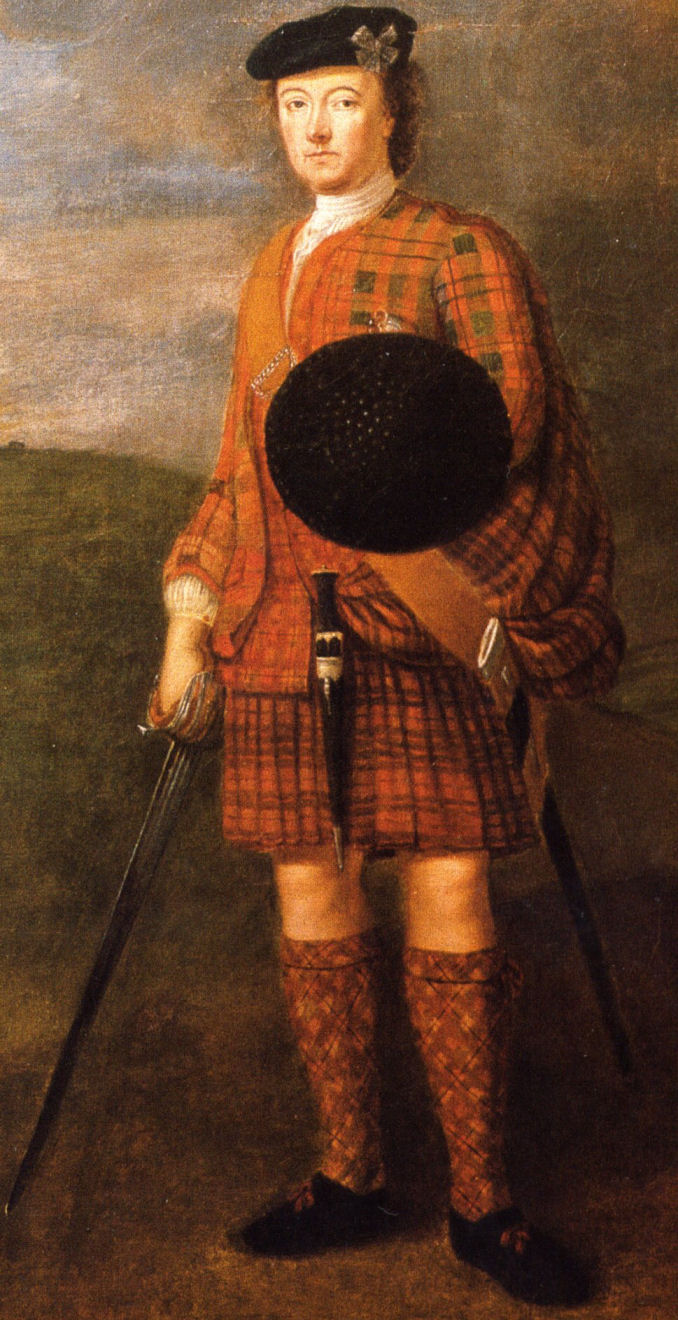
Лорд Джордж Мюррей (1694—1766), умер в изгнании в Голландии.

24 мая 1683 года Джон Мюррей женился первым браком на леди Кэтрин Дуглас-Гамильтон (24 октября 1662 — 11 января 1707), дочери Уильяма Дугласа-Гамильтона, 3-го герцога Гамильтона (1634—1694), и Энн Гамильтон, 3-й герцогини Гамильтон (1632—1716). У супругов было тринадцать детей:
- Джон Мюррей, маркиз Таллибардин (6 мая 1684 — 11 сентября 1709), убит во время битвы при Мальплаке
- Леди Энн Мюррей (21 мая 1685 — 20 июля 1686)
- Леди Мэри Мюррей (28 сентября 1686 — 6 января 1689)
- Уильям Мюррей, маркиз Таллибардин (14 апреля 1689 — 9 июля 1746), отстранен от наследования титула
- Джеймс Мюррей, 2-й герцог Атолл (28 сентября 1690 — 8 января 1764)
- Лорд Чарльз Мюррей (24 сентября 1691 — 28 августа 1720)
- Леди Кэтрин Мюррей (28 октября 1692 — 5 ноября 1692)
- Лорд Джордж Мюррей (23 августа 1693 — 25 августа 1693)
- Лорд Джордж Мюррей (4 октября 1694 — 11 октября 1760)
- Леди Сьюзен Мюррей (15 апреля 1699 — 22 июня 1725), муж с 1716 года Уильям Гордон, 2-й граф Абердин (1679—1746)
- Леди Кэтрин Мюррей (25 апреля 1702—1710)
- Лорд Бэзил Мюррей (29 декабря 1704 — февраль 1712)

26 июня 1710 года герцог Атолл женился во второй раз на Мэри Росс (26 декабря 1688 — 17 января 1767), дочери Уильяма Росса, 12-го лорда Росса (ок. 1656—1738), и леди Агнесс Уилки. У супругов было восемь детей:
- Лорд Джон Мюррей[англ.] (14 апреля 1711 — 26 мая 1787), британский генерал и политик, женат на Мэри Далтон (1732—1765)
- Лорд Мунго Мюррей (август 1712 — июнь 1714)
- Лорд Эдвард Мюррей (9 июня 1714 — 2 февраля 1737), женат на Фрэнсис Харланд
- Лорд Фредерик Мюррей (8 января 1716 — апрель 1743)
- Леди Вильгельмина Каролина Мюррей (28 мая 1718 — май 1720)
- Леди Мэри Мюррей (3 марта 1720 — 29 декабря 1795), муж с 1749 года Джеймс Огилви, 6-й граф Финдлейтер (1714—1770)
- Леди Амелия Энн Мюррей (20 апреля 1721 — 26 апреля 1721).

## Титулатура
- 1-й герцог Атолл (с 30 июня 1703)
- 2-й маркиз Атолл (с 6 мая 1703)
- 1-й маркиз Таллибардин, Пертшир (с 30 июня 1703)
- 4-й граф Таллибардин (с 6 мая 1703)
- 3-й граф Атолл (с 6 мая 1703)
- 1-й граф Страттей и Стратхардл, Пертшир (с 30 июня 1703)
- 2-й виконт Балкухиддер (с 6 мая 1703)
- 1-й виконт Балкухиддер, Глеалмонд и Гленлайон, Пертшир (с 30 июня 1703)
- 6-й лорд Мюррей из Таллибардина (с 6 мая 1703)
- 4-й лорд Мюррей, Гаск и Балкухиддер (с 6 мая 1703)
- 2-й лорд Мюррей, Балвени и Гаск (с 30 июня 1703)
- Лорд Мюррей (с 27 июля 1696)
- Виконт Гленалмонд (с 27 июля 1696).